# (400095) 2006 SJ413
(400095) 2006 SJ413 es un asteroide perteneciente al cinturón de asteroides, descubierto el 25 de septiembre de 2006 por el equipo del Catalina Sky Survey desde el Catalina Sky Survey, Arizona, Estados Unidos.

## Designación y nombre
Designado provisionalmente como 2006 SJ413.

## Características orbitales
2006 SJ413 está situado a una distancia media del Sol de 2,615 ua, pudiendo alejarse hasta 3,313 ua y acercarse hasta 1,918 ua. Su excentricidad es 0,266 y la inclinación orbital 14,15 grados. Emplea 1545,18 días en completar una órbita alrededor del Sol.

## Características físicas
La magnitud absoluta de 2006 SJ413 es 17. Tiene 2,383 km de diámetro y su albedo se estima en 0,059.